# Cinco de Mayo
El 5 de mayo es la fecha de la conmemoración de la batalla de Puebla, en donde se marca la victoria del ejército mexicano contra la invasión del segundo Imperio francés, misma que fuera la primera vez que este se enfrentara satisfactoriamente a una potencia extranjera desde su independencia.
En 1861, el país estaba en bancarrota debido a medio siglo de conflictos y guerras casi constantes. No podía hacer frente a las necesidades más urgentes, por lo que el 17 de julio de 1861, el presidente Benito Juárez decretó una prórroga de dos años para pagar la deuda externa a países europeos.
En octubre de 1861, Francia, Inglaterra y España se suscribieron a la Convención de Londres y se comprometieron a enviar militares a México para reclamar sus derechos como acreedores por una deuda que ascendía alrededor de 80 millones de pesos. Aproximadamente 69 millones eran para los ingleses, 9 millones  para los españoles y 2 millones para Francia. Estos últimos se negaron a negociar, por la vía diplomática, los términos y condiciones en los que se pagaría la deuda posteriormente, como sí hicieron españoles y británicos en los Tratados preliminares de La Soledad. Así que Napoleón III, gobernante de Francia, decidió invadir México para establecer una monarquía favorable a Francia, surtirse de materias primas y contener el expansionismo e influencia de Estados Unidos. Con ese fin, debía disolver el Gobierno mexicano establecido por el presidente Benito Juárez.
En abril de 1862 los franceses desembarcaron en el puerto de Veracruz, y emprendieron la campaña militar hacia el centro de la República. Después de varios ataques, el 5 de mayo de 1862 se dio la batalla que tuvo lugar en el cerro de Loreto, en cuya cima se encontraba una capilla acondicionada como fuerte para defender la ciudad de Puebla. El héroe de la primera batalla de Puebla fue el general Ignacio Zaragoza al mando de casi 2000 soldados y 2700 campesinos usando machetes y lanzas llamadas «chinacas» de madera con punta de metal. Los franceses usaban pistolas, carabinas con punta de metal, bayonetas y cañones. El informe que el general Zaragoza rindió sobre la Batalla de Puebla al presidente Benito Juárez fue breve y significativo.

Las armas nacionales se han cubierto de gloria. Las tropas francesas se portaron con valor en el combate y su jefe con soberbia, necedad y torpeza.

La primera victoria de México no duró mucho tiempo. Un año después, treinta y cinco mil soldados franceses lograron derrotar al ejército mexicano, y de esa forma Francia logró tomar control de la Ciudad de México e impusieron al austriaco Maximiliano de Habsburgo y su esposa Carlota como emperador y emperatriz de México. El emperador no sostuvo por mucho su imperio: la victoria de Francia duró sólo 4 años. En 1867, y debido a la conflictiva situación en Europa y a la presión de Estados Unidos, el emperador Napoleón III ordenó retirar el apoyo militar y económico a Maximiliano. Al mismo tiempo los republicanos mexicanos comenzaron a recibir respaldo financiero y diplomático estadounidense al concluir en aquel país la Guerra de Secesión, y el novel imperio comenzó a perder su endeble base social. Así las cosas, durante 1866 los republicanos fueron ganando importantes posiciones hasta dejar reducida el área de influencia imperial a Puebla y Veracruz. El 2 de abril de 1867, tropas encabezadas por el juarista Porfirio Díaz tomaron la ciudad de Puebla con lo que militarmente el imperio fue aniquilado. El emperador Maximiliano, para entonces sitiado en Querétaro, fue hecho prisionero y fusilado en esta ciudad en «El cerro de las campanas».

## Lugares en donde se celebra
En México, el aniversario de la Batalla de Puebla tiene un significado importante aunque no es de celebración; sin embargo, el cinco de mayo es celebrado por los mexicanos en Estados Unidos (sobre todo los que viven en California, Texas y Sur de Arizona y Nuevo México) como el Día del Orgullo Latino, adquiriendo una relevancia distinta del significado histórico de la fecha.
Las explicaciones de por qué la fecha tiene tanta popularidad en los Estados Unidos de América son muchas. Van desde la interpretación de algunos historiadores que ven en la victoria mexicana del cinco de mayo un factor que ayudó al triunfo de las fuerzas federales contra los estados esclavistas del sur en la guerra civil estadounidense, hasta la idea de que la derrota pospuso la ocupación francesa de México y evitó que Napoleón III pudiera ayudar a las tropas de la Confederación en un período clave de la Guerra Civil. Esto afirmaría que el impacto de la victoria mexicana en Puebla en 1862 y luego el sitio en esa ciudad en 1863 hicieran eco en la batalla de Gettysburg en julio de 1863, donde la victoria de las fuerzas federales definió el fin para la Confederación.[cita requerida]
En muchas ciudades de Estados Unidos se realizan diversos festivales en donde se reúnen integrantes de los consulados, mariachis, bandas mexicanas, restaurantes, artesanos y la población inmigrante que ahí habita. Uno de los festejos más reconocidos es el que se realiza en la Placita Olvera en la ciudad de Los Ángeles, California. Justo en esta ciudad la Unión de Poblanos en el Exterior organiza un festival con ceremonias cívicas y culturales. El viernes 3 de mayo de 2013 en el festejo de la Placita Olvera se reconoció al Dr. David Hayes Bautista, profesor de UCLA, por la publicación de su libro ‘Cinco de Mayo: An American Tradition’ y por su labor de investigación sobre el contexto histórico del Cinco de Mayo. De acuerdo con la tesis de Hayes, el Cinco de Mayo es una fiesta creada por los mexicanos en California, a mediados del siglo XIX, con un significado que ha cambiado con el tiempo y que pasó de una fecha nostálgica en 1930 a una expresión de patriotismo en los cuarenta, y que abrió la pauta al nacimiento del chicano power en los sesenta.
Pero no sólo en la frontera de México con Estados Unidos se conmemora la Batalla de Puebla. En San Antonio, Texas, se realiza un festejo durante una semana, que se realiza del 1 al 6 de mayo, los visitantes participan en las festividades y pueden visitar varios sitios de patrimonio mexicano que tienen profundas conexiones con la comunidad hispana.
En Nueva York se realiza el Cinco de Mayo Parade en Central Park, donde además del desfile de trajes regionales típicos se realiza una recaudación de fondos para estudiantes mexicanos de nivel superior. Previo al desfile se realizan concursos en diferentes ciudades para encontrar a las mujeres que durante la celebración representarán a Miss Cinco de Mayo. Tal es la euforia que este festejo genera en la comunidad mexicana que habita en Estados Unidos que también hay convocatoria para que las niñas menores de 4 años participen en «Pequeña Cinco de Mayo».
En otras ciudades de Estados Unidos—como Chicago, Phoenix y Washington—también se reúne la comunidad mexicana como símbolo de unidad e identidad. El impacto que esta celebración tiene en la comunidad mexicana-estadounidense, según David Hayes, tiene que ver con que la Guerra Civil y la Intervención Francesa fueron luchas paralelas en las que estaban en juego los ideales democráticos y antirracistas. Durante 1860, en plena guerra civil estadounidense, mexicanos distribuidos en más de cien localidades californianas crearon juntas patrióticas que celebraban el Cinco de Mayo y trataban de apoyar a mexicanos y a las fuerzas antiesclavistas. Concluidos estos conflictos, los veteranos de ambas guerras en el noreste de México y en California hacían festejos cívicos para recordar el por qué de sus luchas. Con el paso del tiempo, el Cinco de Mayo se convirtió en un día de orgullo étnico, de fiesta cívica, de expresión comunitaria y de celebración en Estados Unidos.
Residentes de Estados Unidos sin origen mexicano también celebran este día invocando estereotipos de la cultura mexicana. Un ejemplo son las piñatas en forma de burro.